# Giacinto Cestoni
Giacinto (o Diacinto) Cestoni (* 10 de mayo de 1637, Santa Maria de Giorgio, Ancona - 29 de junio de 1718) fue un naturalista italiano.
Hijo de Vittorio y de Settimia Cestoni. Estudia en Livorno y en Roma, de 1648 a 1656, pero también fue autodidacto. En Livorno pone una botica cerca del puerto.
Se emplea como jefe farmacéutico del gran duque de Toscana en 1656.
Estudia los resultados de los trabajos de Francesco Redi (1626-1697) y de Antonio Vallisneri (1661-1730). Cestoni investiga los ciclos vitales de insectos, con énfasis en las Siphonaptera y de las algas. Y demostró que la sarna es provocada por Sarcoptes scabiei.
- La abreviatura «Cestoni» se emplea para indicar a Giacinto Cestoni como autoridad en la descripción y clasificación científica de los vegetales.[1]